# Joachim Schmolcke
Joachim Schmolcke (* 16. August 1934 in Waase auf Ummanz; † 6. September 2012 in München) war ein deutscher Politiker (SPD).
Schmolcke besuchte die Schule zunächst in Aken an der Elbe und später in Bielefeld, wo er 1955 die Reifeprüfung machte. Er begann sein Berufsleben als angelernter Galvaniseur und studierte in Münster, München und Kiel Rechtswissenschaft, Literatur und Geschichte. Nach dem 1. Staatsexamen war er für das Höhere Lehramt Referendar im Dienst des Landes Schleswig-Holstein, nach dem 2. Staatsexamen war er Studienassessor in der Landeshauptstadt München. Ab 1964 war Schmolcke als Studienrat tätig, zunächst am Städtischen St.-Anna-Gymnasium und dann an der Städtischen Abendrealschule für Berufstätige. An dieser Schule betreute er ab 1968 als stellvertretender Direktor die Oberstufenlehrgänge und bereitete sie auf das so genannte „Begabtenabitur“ vor.
Schmolcke war Mitglied der Gewerkschaft Erziehung und Wissenschaft und des Landesvorstands der SPD. Von 1970 bis 1986 war er Mitglied des Bayerischen Landtags.